# Caribbean Flush
Caribbean Flush is een compositie voor eufonium (of: bariton) solo en harmonieorkest van de Belgische componist Werner Van Cleemput. Dit werk werd bekroond bij de compositiewedstrijd van de Europese Radio-unie in 1982. De première van het werk vond plaats op 25 januari 1982 in Geraardsbergen door Karel van Wijnendaele op eufonium en het Harmonieorkest van het Koninklijk Conservatorium Brussel onder leiding van Jan Segers. Het werk is door dit orkest ook op cd opgenomen.